# المنصورة (السند)
المنصُورة (بالسَّندية: منصوره)، يشار إليها أحيانًا باسم براهمان آباد، هي العاصمة التاريخية لولاية السَّند التابعة للخلافة الإسلاميَّة خلال القرن الثامن الميلادي، وذلك في عهد الخلافة الأموية ثم الخلافة العبَّاسيَّة من سنة 750 م إلى 1006 م.
تأسست المدينة كحامية مركزية من قبل القوات الأموية في السند، وتحولت المدينة إلى مدينة حيوية للغاية خلال العصر العباسي متجاوزة ثروة ملتان في الشمال وديبال في الجنوب. تُعد المنصُورة أول عاصمة أنشأها المسلمون في شبه القارة الهندية بعد قيام مُحمَّد بن القاسم الثَّقفي بفتح إقليم السَّند. بنيت المنصورة على ضفاف نهر السَّند، وكانت محاطة بالأراضي الزراعية الخصبة، وذكر الجُغرافي المُسلم ابن حوقل أن التجار المحليين الأثرياء الذين كانوا يرتدون زي أهالي بغداد وكانوا من أصول عربية، وكانت بيوتهم مبنية من الطين والطوب المحروق والجص.
كانت المنصورة تصدر الأعشاب والتوابل والمنسوجات والعاج والمعادن والمرايا إلى العاصمة العبَّاسيَّة بغداد. كانت هناك بعض المؤسسات التعليمية الشهيرة في المدينة، كما حدث في المنصُورة أول ترجمة للقرآن الكريم باللغة السندية، وكانت تستخدم على نطاق واسع في جميع أنحاء منطقة وادي السند. وكانت المدينة مسقط رأس شخصيات تاريخية مشهورة مثل أبو معشر المدني الذي وصفه العديد من المؤرخين والمؤرخين بأنه رائد في جمع الحديث. عاش أبو رجاء السندي في بغداد واشتغل بالمساعي العلمية والأدبية، فترجم عددا كبيرا من كتب جنوب آسيا القديمة في الرياضيات والفلك والتنجيم والطب والأدب والأخلاق إلى اللغة العربية.
وفقًا لعلماء الجيولوجيا، ضرب زلزال كل من ديبال والمنصورة عام 893 م، حكم المدينة فيما بعد من قبل أمراء سومرو. تم نهب المنصورة من قبل قوات السُّلطان محمود الغزنوي لأن السكان خافوا من سمعته ورفضوا فتح البوابات. لم تتعاف المدينة أبدًا بعد ذلك وتم عزل أمراء سومرو.
تقع المدينة الآن على بعد 18 كيلومتر (11 ميل) جنوب شرق شهدادبور، و 75 كيلومتر (47 ميل) شمال شرق حيدر أباد.